# 金特里 (密蘇里州)
金特里（英語：Gentry）是位於美國密蘇里州金特里縣的村。

## 人口
根據2020年美國人口普查的數據，金特里的面積為0.60平方千米，皆為陸地。當地共有人口56人，而人口密度為每平方千米93人。